# Mellby socken, Västergötland
Mellby socken i Västergötland ingick i Kållands härad, uppgick 1969 i Lidköpings stad och området ingår sedan 1971 i Lidköpings kommun och motsvarar från 2016 Mellby distrikt.
Socknens areal var 21,78 kvadratkilometer varav 21,74 land. År 2000 fanns här 362 invånare. Kyrkbyn Mellby med sockenkyrkan Mellby kyrka ligger i socknen.

## Administrativ historik
Socknen har medeltida ursprung. 
Vid kommunreformen 1862 övergick socknens ansvar för de kyrkliga frågorna till Mellby församling och för de borgerliga frågorna bildades Mellby landskommun. Landskommunen uppgick 1952 i Kållands-Råda landskommun som 1969 uppgick i Lidköpings stad som 1971 ombildades till Lidköpings kommun. Församlingen uppgick 2006 i Kållands-Råda församling.
1 januari 2016 inrättades distriktet Mellby, med samma omfattning som församlingen hade 1999/2000.  
Socknen har tillhört län, fögderier, tingslag och domsagor enligt vad som beskrivs i artikeln Kållands härad. De indelta soldaterna tillhörde Västgöta-Dals regemente, Kållands kompani.

## Geografi
Mellby socken ligger sydväst om Lidköping med Lidan i sydost. Socknen är en odlad slättbygd i öster och kuperad skogsbygd i väster.

## Fornlämningar
Skålgropar är funna. Från järnåldern finns två gravfält, flatmarksgravar, domarringar och en fornborg. Två runstenar har påträffats.

## Namnet
Namnet skrevs 1375 Mädhalby och kommer från kyrkbyn. Namnet innehåller mädhal, 'mellan' och by, 'gård; by'.